# Vratislavská univerzita

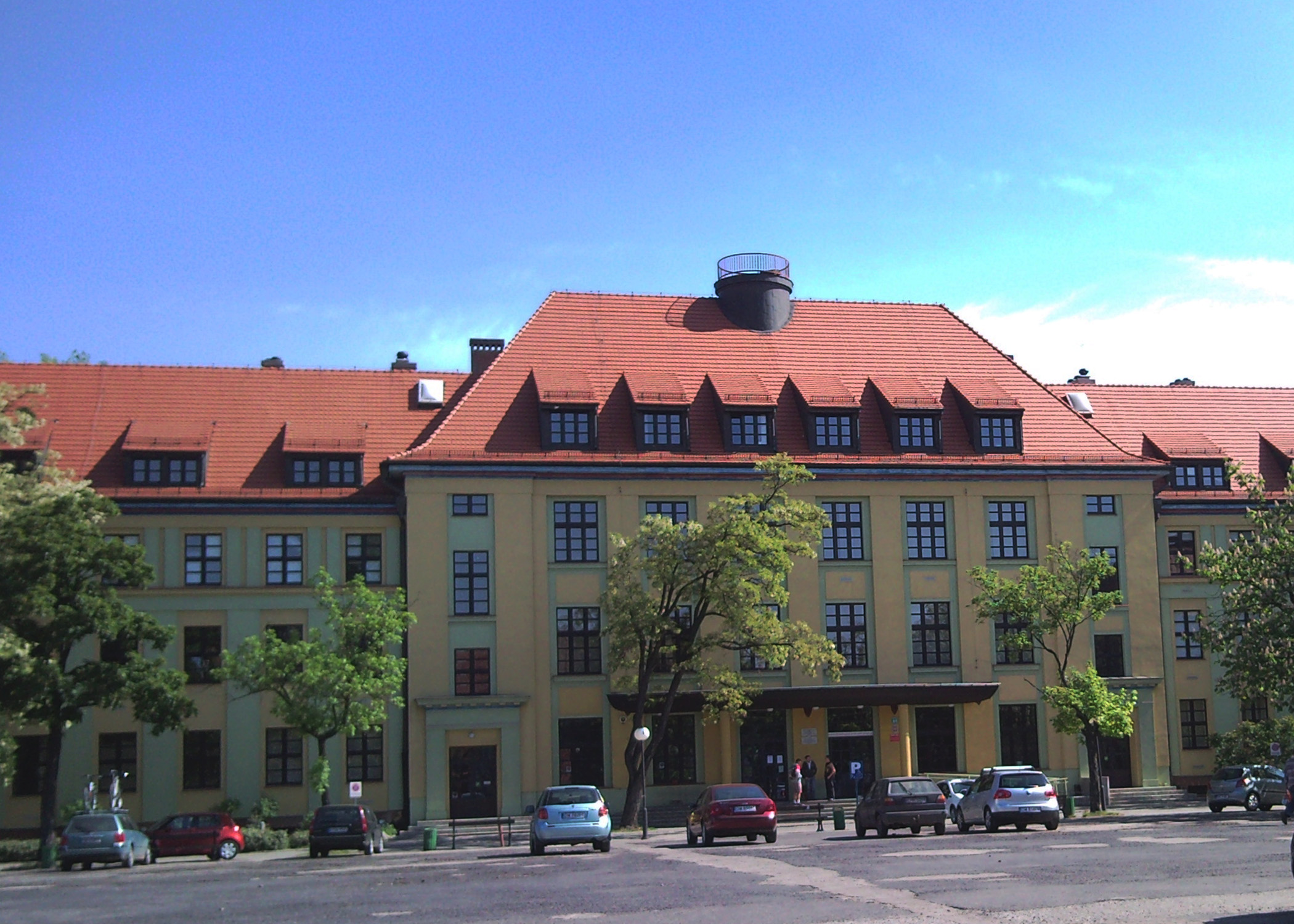
Kampus Koszarowa

Vratislavská univerzita (polsky Uniwersytet Wrocławski; anglicky University of Wrocław; německy Universität Breslau; latinsky Universitas Wratislaviensis) je veřejná univerzita, která se nachází v polské Vratislavi. Byla založena v roce 1702 a je jednou z nejstarších vysokých škol ve střední Evropě. Po celou svou historii až do konce druhé světové války a následujících územních změnách v tehdejším Polsku, byla jedním z hlavních vzdělávacích center v německy mluvící části Evropy. V poválečném období pomáhali akademici z okolních univerzit – obzvláště pak z Univerzity Jana Kazimierze ve Lvově – při obnově univerzitních budov a znovuzavedení výuky na Vratislavské univerzitě. První dny vyučování tehdy dokonce probíhaly v učebnách s rozbitými okny.
V současné době jde o největší univerzitu v Dolním Slezsku. Od roku 1945 ji absolvovalo více než 100 000 studentů včetně asi 1 900 výzkumných pracovníků. Někteří získali významná ocenění za rozvoj vědy a školství.

## Dějiny

### Leopoldina
Nejstarší zmínka o univerzitě ve Vratislavi se nachází v zakládací listině školy Generale litterarum Gymnasium podepsané českým a uherským králem Vladislavem Jagellonským 20. února 1505. Novou akademickou instituci ve městě však papež Julius II. z politických důvodů zamítl. Svou roli mohly také sehrát četné spory a nevraživost ze strany krakovské Jagellonské univerzity. První úspěšná zakládací listina, známá jako Aurea bulla fundationis Universitatis, byla podepsána až o dvě století později – 1. října 1702 císařem Leopoldem I.
Předcházející zařízení, která existovala do roku 1638, byla přeměněna na jezuitskou školu a nakonec, za podpory Jezuitů a slezského druhého tajemníka Johana Adriana von Plencken, byla císařem roku 1702 přetvořena na filozofickou a katolicko-teologickou univerzitu s názvem Leopoldina. Škola byla otevřena 15. listopadu 1702 a Johann Adrian von Plencken se stal jejím prvním kancléřem. Jako katolická instituce sloužila univerzita v protestantské Vratislavi jako nástroj katolické protireformace ve Slezsku. Po přičlenění Slezska k Prusku v roce 1742, ztratila svůj konfesní ráz, přesto i poté sloužila pro vzdělávání katolického duchovenstva.

### Královská univerzita a Slezská univerzita Fridricha Viléma

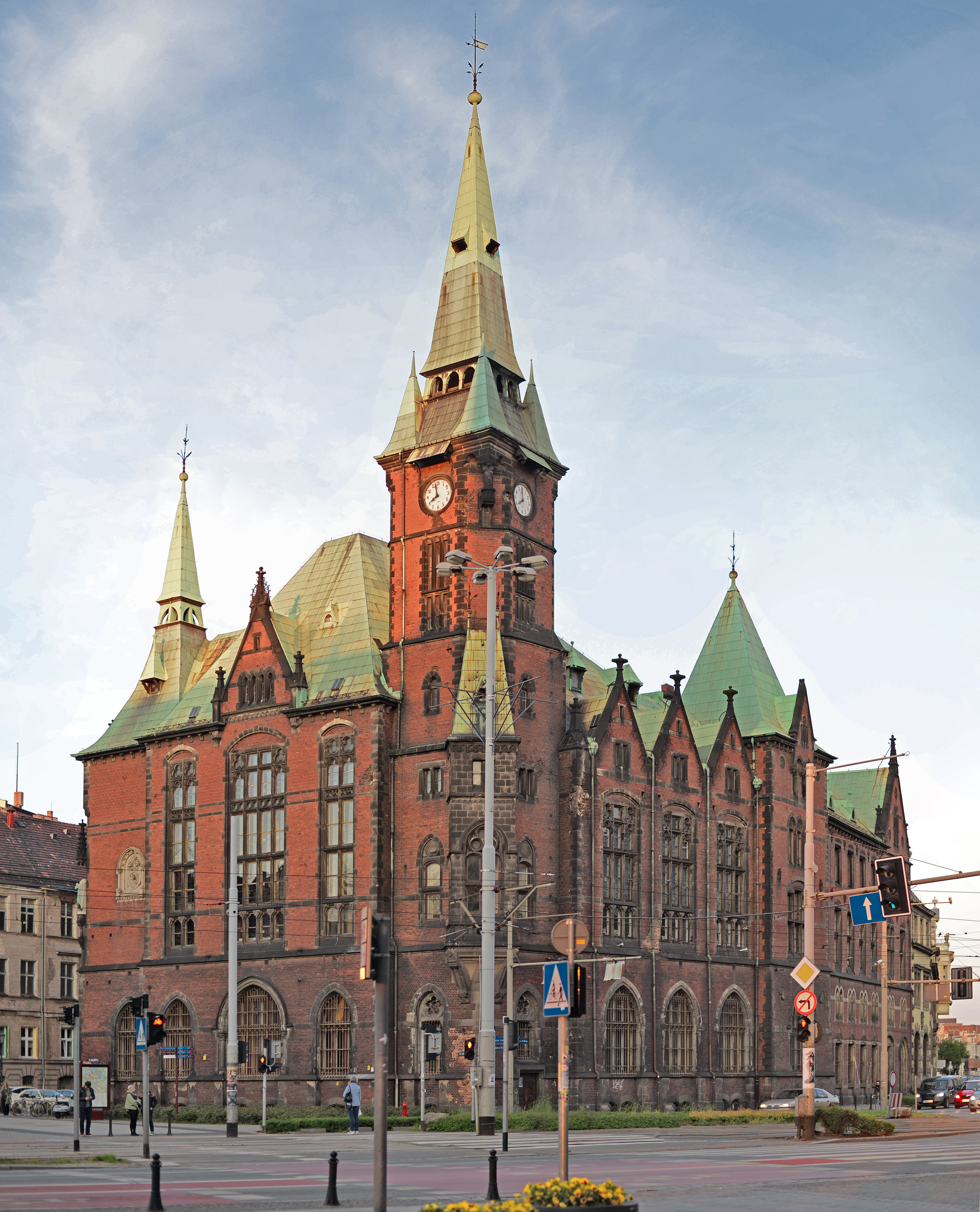
Bývalá budova Univerzitní (dříve Městské) knihovny

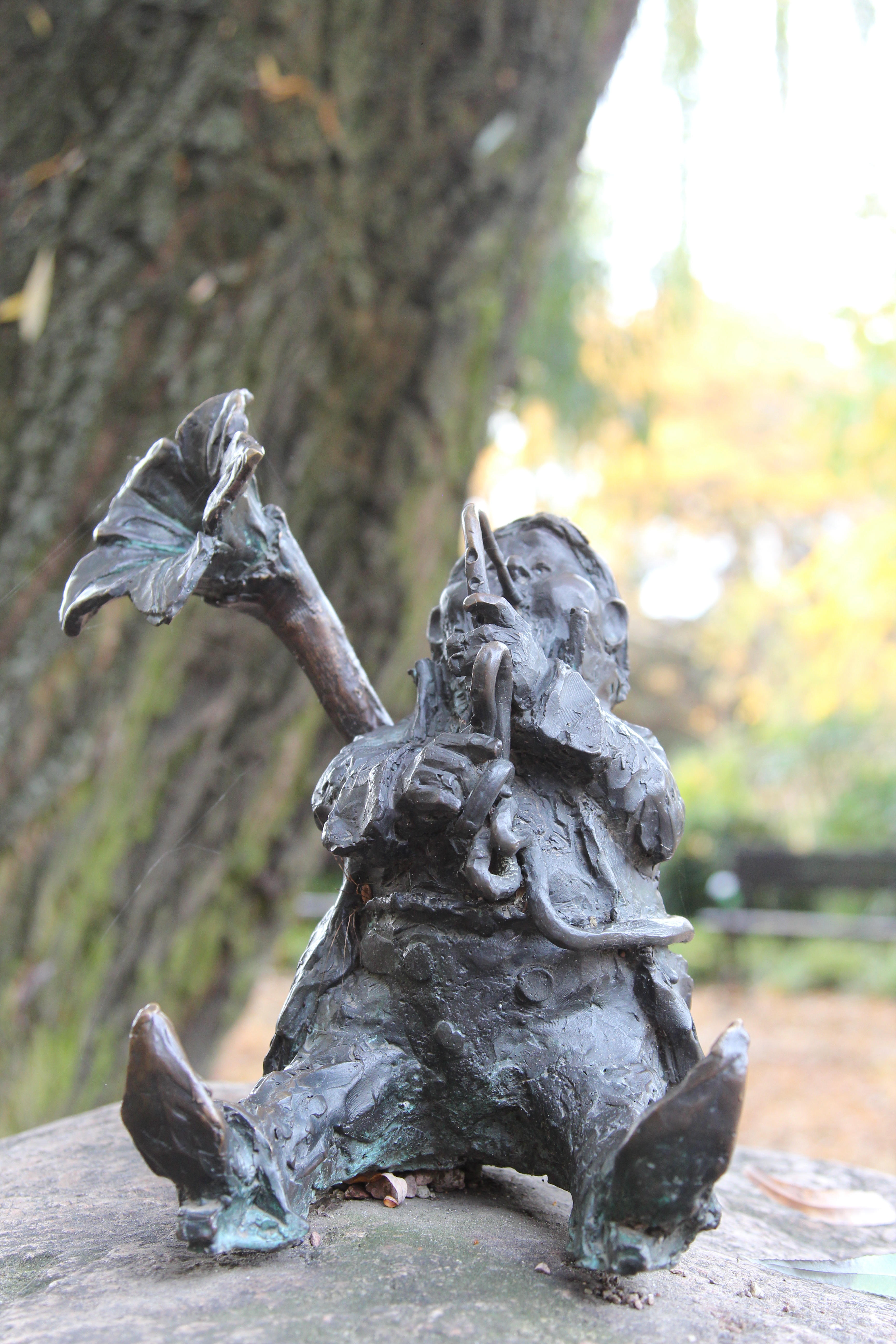
Plastika skřítka v botanické zahradě

Po porážce Pruska Napoleonovými vojsky a následné reorganizaci pruského státu došlo 3. srpna 1811 ke sloučení akademie s protestantskou Univerzitou Viadrina, která dříve sídlila ve Frankfurtu nad Odrou. Sloučená škola dostala jméno Královská univerzita ve Vratislavi (německy Königliche Universität zu Breslau – Universitas litterarum Vratislaviensis) a skládala se z celkem pěti fakult – filozofické, lékařské, právnické, protestantské teologické a katolické teologické. Ke stému výročí sloučení Leopoldiny s frankfurtskou univerzitou (1911) získala nové jméno Slezská univerzita Fridricha Viléma ve Vratislavi ( německy Schlesische Friedrich-Wilhelms-Universität zu Breslau), které platilo do roku 1945.
S univerzitou byly propojeny tři teologické semináře dále pak filologický, dějepisný, matematicko-fyzikální, státoprávní a vědecký seminář a semináře pro germánskou, románskou a anglickou filologii. Roku 1842 byla na univerzitě založena Katedra slavistiky (Lehrstuhl für Slawistik). Škola v té době měla dvanáct různých vědeckých institutů, šest klinických center a tři sbírky. Roku 1811 byl do univerzity začleněn zemědělský institut s deseti učiteli a čtyřiačtyřiceti studenty. Jeho součástí byl také veterinární a technologický ústav. V roce 1884 navštěvovalo univerzitu 1 481 studentů.
Roku 1885 bylo součástí univerzitní knihovny celkem více než 400 000 svazků. Mezi nimi bylo 2 400 prvotisků a 2 840 rukopisů. Díla pocházela z knihoven bývalých univerzit ve Frankfurtu a Vratislavi a ze zrušených klášterů, ale také z orientálních sbírek Bibliotheca Habichtiana a akademického Leseinstitutu.
Vratislavská univerzita navíc vlastnila observatoř, pětihektarovou botanickou a od roku 1862 zoologickou zahradu, botanické a historické muzeum. Dále byly její součástí četné biologické, chemické a fyzikální sbírky, chemická laboratoř, mineralogický a anatomický institut, klinické laboratoře, galerie zejména děl německých autorů (hlavně z kostelů a klášterů) nebo muzeum slezských starožitností.
Ke konci 19. století vyučovaly na Vratislavské univerzitě některé významné osobnosti své doby – mimo jiné matematik Johann Peter Gustav Lejeune Dirichlet, jeden ze zakladatelů bakteriologie, Ferdinand Julius Cohn nebo fyzik Gustav Kirchhoff. Podle profesora historie Henryka Barycze tvořila v akademickém roce 1813/14 většinu studentstva polská mládež. Všichni studenti – polští, němečtí i židovští – si zakládali vlastní bratrstva. Za příklady polských bratrstev si můžeme vzít spolky Polonia a Concordia. Jednou z organizací polských studentů byla i větev tělovýchovné jednoty Sokol. Židovští studenti založili bratrstva Viadrina (1886) a Unie studentů (1889). Jeden z nejstarších studentských spolků v Německu byla Teutonia, založená roku 1817. Bylo to pouhé dva roky po vzniku vůbec prvního studentského spolku v Německu (Urburschenschaft na Jenské univerzitě). Všechna polská bratrstva byla na přelomu 19. a 20. století rozpuštěna profesorem Felixem Dahnem. V roce 1913 pak pruské vedení prosadilo četná nařízení, která omezila počet židovských studentů z neněmecky mluvící východní Evropy (takzvaných Ostjuden), kteří mohli studovat v Německu, na 900. Na Vratislavské univerzitě jich mohlo zůstat 100.
| „                                                               | Jsme hluboce přesvědčeni o tom, že žádný [další] Polák již nikdy nepřekročí práh této univerzity. | “ |
| — Oficiální prohlášení univerzity k vyloučení polských studentů |                                                                                                   |   |

Po příklonu Německa k nacismu byla touto ideologií nakažena i Vratislavská univerzita. NSDAP používala fyzické násilí proti polským studentům za to, že mluvili polsky, v roce 1939 byli všichni polští studenti ze školy vyloučeni. Ve stejném roce pracoval Walter Kuhn (specialista na Ostforschung) se skupinou německých vyučujících na vědecké tezi, která by historicky ospravedlňovala „plán na masovou deportaci do východních území“. Během druhé světové války pak byly vypracovány jiné projekty na vytváření důkazů pro ospravedlnění anexe polských území Německem nebo představení Krakova a Lublinu jako německých měst.

### Vratislavská univerzita
Po obléhání Vratislavi bylo město v roce 1945 obsazeno Rudou armádou. Většina německých obyvatel následně Vratislav opustila nebo byla vyhnána a město se stalo součástí Polské republiky. Po poválečném určení polských hranic byla celá lvovská Univerzita Jana Kazimierze (včetně knihovny, Ossolinea, všech zaměstnanců a jejich majetku) přesunuta z oblasti Kres do Vratislavi. Celý tento přesun byl nutný proto, že se Lvov stal součástí Ukrajiny. Mnoho univerzitních budov však bylo poškozeno. Část univerzitní knihovny byla spálena Rudou armádou 10. května 1945, tedy čtyři dny poté, co se němečtí obránci města vzdali.
Koncem května 1945 přijeli do Vratislavi polští akademici, převzali správu nad budovami a začali s jejich obnovou. Uvádí se, že došlo ke zničení až 70 % univerzitních budov. Došlo k urychlenému opravení některých menších budov a byl sestaven sbor učitelů, kteří většinou přišli z předválečné Univerzity Jana Kazimierze a Univerzity Štěpána Báthoryho ve Vilniusu.
Rozhodnutím Státní národní rady ze dne 24. srpna 1945 byla Vratislavská univerzita znovuzaložena jako státní škola. První přednášku vedl 15. září 1945 mikrobiolog a sérolog Ludwik Hirszfeld. Od roku 1952 do roku 1989 nesla univerzita jméno polského prezidenta Bolesława Bieruta.
V roce 2002 oslavila Vratislavská univerzita tři sta let od svého založení.

## Významní absolventi

### Nositelé Nobelovy ceny

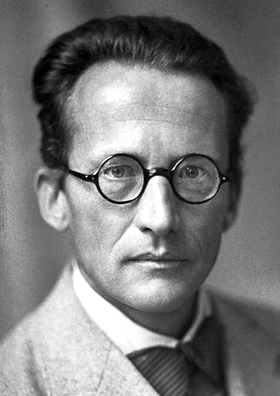
Erwin Schrödinger

- Theodor Mommsen (1817–1903) – historik, právník a politik; nositel Nobelovy ceny za literaturu
- Paul Ehrlich (1854–1915) – chemik, lékař, serolog a imunolog; objevil účinnou zbraň proti infekcím: salvarsan
- Albert Ludwig Sigesmund Neisser (1855–1916) – lékař a mikrobiolog; objevitel původce kapavky
- Eduard Buchner (1860–1917) – chemik; objevitel nebuněčné fermentace
- Philipp Eduard Anton von Lenard (1862–1947) – fyzik; zkoumal oblast katodových paprsků
- Fritz Haber (1869–1934) – fyzikální chemik; vyvinul postup pro průmyslovou syntézu amoniaku z dusíku a vodíku
- Max Born (1882–1970) – matematik a fyzik; věnoval se výzkumu kvantové mechaniky a statické interpretaci vlnové funkce
- Friedrich Bergius (1884–1949) – chemik; nositel Nobelovy ceny za „příspěvky k chemickým vysokotlakým metodám“
- Erwin Schrödinger (1887–1961) – teoretický fyzik; jeden ze zakladatelů kvantové mechaniky
- Otto Stern (1888–1969) – fyzik; přispěl k vývoji metody molekulárních paprsků a objev magnetického momentu protonu
- Hans Georg Dehmelt (1922–2017) – fyzik; vyvinul metodu iontových pastí

### Významní studenti a profesoři

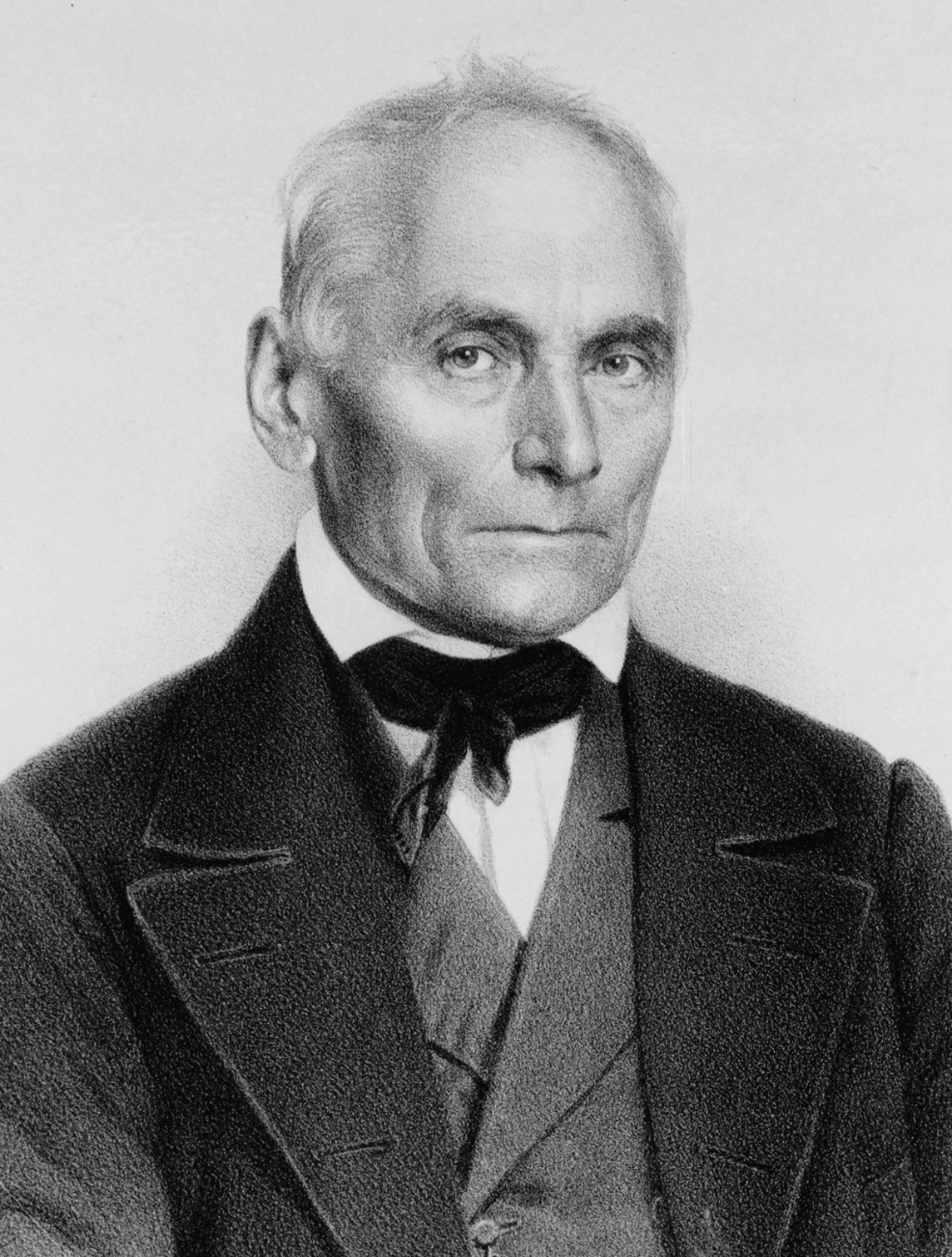
J. E. Purkyně od Jana Vilímka

- Karel Slavíček (1678–1735) – katolický kněz, jezuita, misionář v Číně, matematik, astronom, hudebník a první český sinolog
- Jan Evangelista Purkyně (1787–1869) – fyziolog, anatom, biolog, básník a filozof
- Robert Wilhelm Bunsen (1811–1899) – chemik
- Florian Ceynowa (1817–1881) – jazykovědec a spisovatel
- Adolf Anderssen (1817–1879) – šachový mistr
- Ferdinand Lassalle (1825–1864) – právník a socialistický politik
- Adam Asnyk (1838–1897) – básník a dramatik
- Johannes Zukertort (1842–1888) – šachový mistr
- Adolf Poznanski (1854–1920) – česko-rakouský rabín, judaista a teolog, působící v Polsku, Německu a v Čechách
- Jan Kasprowicz (1860–1926) – básník, dramatik, literární kritik a překladatel
- Alois Alzheimer (1864–1915) – psychiatr a neuropatolog
- Charles Proteus Steinmetz (1865–1923) – matematik a elektroinženýr
- Wojciech Korfanty (1873–1939) – nacionální aktivista, novinář a politik
- Paul Tillich (1886–1965) – protestantský teolog a filosof náboženství
- Clara Immerwahrová (1870-1915) - chemička, první ženou v Německu, která získala doktorát z chemie (roku 1900 na Vratislavské univerzitě)
- Eugen Rosenstock-Huessy (1888–1973) – právník, historik a originální filozof dějin
- Terezie Benedikta od Kříže (1891–1942) – katolická filozofka, a řeholnice, členka řádu bosých karmelitek
- Norbert Elias (1897–1990) – filozof a spisovatel
- Kazimierz Marcinkiewicz (* 1959) – politik, v letech 2005–2006 premiér Polska
- Kornel Morawiecki (1941-2019) - polský disident, fyzik, člen polského Sejmu
- Mateusz Morawiecki - (*1968) - historik, od prosince 2017 předseda vlády Polska
- Grzegorz Schetyna (* 1963) – politik, od roku 2016 předseda strany Občanská platforma
- Marek Krajewski (* 1966) - polský filolog, spisovatel